# Cimitirul urban din Tiraspol
Cimitirul urban este un cimitir amplasat în Tiraspol, Republica Moldova. Este un monument istoric de importanță națională inclus în Registrul monumentelor Republicii Moldova ocrotite de stat cu nr. 37 (municipiul Tiraspol). Datează din sec. XIX-XX.
Monumentul ocrotit de stat include patru subiecte:
- Cimitirul urban
- Monument funerar lui M. I. Kozlovski (1928-1982)
- Monument funerar pictorului A. F. Foinițki (1888-1973)
- Monument funerar lui A. F. Țariov